# Бора Драгашевић
Бора Драгашевић (енгл. Bora Dragasevich; Крагујевац, 8. децембар 1924 — Торонто, 13. фебруар 2020) био је српски новинар, радијски водитељ и истакнути политички емигрант.

## Биографија
Рођен је у Крагујевцу 8. децембра 1924. године, у породици оца Драгора и мајке Катарине (рођене Стефановић). Имао је две сестре: Бранку и Душицу. Потиче из официрске породице – отац Драгор био је судски официр а Борин прадеда био је познати генералштабни пуковник Јован Драгашевић. Као војно-судски мајор, Борин отац Драгор био је и војни иследник Команде југословенске флоте у Далмацији због чега је Драгашевић гимназију похађао и у Шибенику.
Политички се рано сврстао уз Збор Димитрија Љотића као члан омладине Белих орлова. Био је добровољац у јединицама Српског добровољачког корпуса. Избегао је пред партизанима у Грчку 1944, а затим прешао у логор Еболи одакле су избеглице касније пребачене у немачки логор. Стигао је у Канаду 1948. године.
Дипломирао је технологију на Универзитету Рајерсон у Торонту, а радни век је провео као машински технолог у компанији Онтарио хајдро. Био је председник Српске народне одбране у Канади, водитељ радио програма „Шумадија” од 24. маја 1970. до 3. јула 2010. године и био је иницијатор подизања споменика Николи Тесли на Нијагариним водопадима. Добитник је дијамантске јубиларне медаље Канаде и Ордена Круне 1. реда, 2012. године.
Уређивао је новине „Глас канадских Срба”. Познат је и по књизи мемоара „Стопама предака”. У овој обимној књизи на 750 страна, Драгашевић је описао свој живот и својеврсну хронику исељеништва.

## Приватни живот
Био је у браку са Драгом (рођ. Врга) од 29. августа 1980. године. Имао је четворо деце.

## Смрт
Умро је у Торонту, 13. фебруара 2020. године, у 95. години живота. Сахрањен је 22. фебруара на торонтском гробљу Јорк. Опело су служили епископ канадски Митрофан и четири свештеника Епархије канадске.

## Дела
- „Стопама предака” (Институт за савремену историју, 2012)